# Adrenalina
Az Adrenalina (magyarul: Adrenalin) Senhit olasz énekesnő dala, mellyel San Marinót képviselte a 2021-es Eurovíziós Dalfesztiválon Rotterdamban. A dal belső kiválasztás során nyerte el a dalversenyen való indulás jogát.

## Eurovíziós Dalfesztivál
2020. március 6-án vált hivatalossá, hogy a San Marinó-i műsorsugárzó Senhitet választotta ki San Marino képviseletére a 2020-as Eurovíziós Dalfesztiválon. Versenydalát a rajongók két dal közül választhatták ki a következő napokban. Március 18-án az Európai Műsorsugárzók Uniója bejelentette, hogy 2020-ban nem tudják megrendezni a versenyt a COVID–19-koronavírus-világjárvány miatt. A San-marinói műsorsugárzó jóvoltából az énekesnő lehetőséget kapott az ország képviseletére a következő évben egy új versenydallal. A dalt eredetileg 2021. március 8-án mutatták volna be először, viszont egy nappal előtte kiszivárgott, így még aznap közzétették a dalfesztivál hivatalos YouTube oldalán.
A videóklipben Flo Rida, amerikai szupersztár is szerepelt, akinek a dalfesztiválon való megjelenése kérdéses volt, de végül részt vett a rotterdami színpadon. Az első főpróbán Flo Rida nem jelent meg, helyette Don Jiggy adta elő a rap részt.
Az Eurovíziós Dalfesztiválon a dalt először a május 20-án rendezett második elődöntőben adták elő, a fellépési sorrendben elsőként, az észt Uku Suviste The Lucky One című dala előtt. Az elődöntőből kilencedik helyezettként sikeresen továbbjutottak a május 22-i döntőbe, ahol fellépési sorrendben utolsóként léptek fel, a Svédországot képviselő Tusse Voices című dala után. A szavazás során a zsűri szavazáson összesítésben tizennyolcadik helyen végeztek 37 ponttal (Lengyelországtól maximális pontot kaptak), míg a nézői szavazáson huszonegyedik helyen végeztek 13 ponttal, így összesítésben 50 ponttal a verseny huszonkettedik helyezettjei lettek.